# Erodium tibetanum
Erodium tibetanum är en näveväxtart som beskrevs av Michael Pakenham Edgeworth och Hook. f.. Erodium tibetanum ingår i släktet skatnävor, och familjen näveväxter. Inga underarter finns listade i Catalogue of Life.